# Chiesa di Santa Maria in Castello (Losine)
La chiesa di Santa Maria Assunta in Castello si trova nel territorio del comune di Losine, in Val Camonica, nella posizione panoramica della località "Castello".

## Storia e descrizione
È una struttura ad una singola navata con un presbiterio di forma quadrata, che conserva un antico abside romanico con monofore sul fianco sinistro all'altezza della seconda campata. Il portale d'ingresso presenta una lunetta con un dipinto della pietà, sovrastata da un affresco rappresentate un cavaliere (un santo od una santa) con personaggio che tiene le briglie dell'animale, entrambi datati al XVIII secolo.
All'interno dell'abside sono presenti affreschi di un Cristo Pantocratore in mandorla, che tiene nelle mani un libro che riporta la scritta: "ego sum via veritas vita". Ai suoi lati sono rappresentate due figure di angeli, mentre ai suoi piedi vi sono le allegorie degli evangelisti Marco e Luca.
A seguito di un ampliamento si suppone che l'attuale abside della chiesa romanica preesistente fosse divenuto un transetto laterale della struttura successiva.
Altri affreschi restaurati del XVI secolo rappresentano sant'Antonio abate, accanto al quale si trova un ex voto che rappresenta il borgo di Losine in fiamme sovrastato da una Vergine col Bambino; al centro, tra gli abitanti affaccendati nello spegnimento delle fiamme, un personaggio che invoca l'aiuto della divinità.
Nel 1624 l'inviato vescovile don Giovanni Maria Macario consigliava la rimozione di taluni affreschi perché sgraziati e di poca qualità.
Il notaio di Losine Marchetti Cattoni ricorda nel 1690 la presenza di “molte tavolette di voti di devotione” indicanti ex voto, oggi scomparsi.L'altare maggiore è un'opera lignea intagliata e dorata di Giovanni Giuseppe Piccini della fine del XVII secolo.